# ژوائو سیموئس
ژوائو سیموئس (انگلیسی: João Simões؛ زادهٔ ۶ ژانویهٔ ۲۰۰۷) بازیکن فوتبال اهل پرتغال است که در حال حاضر برای باشگاه فوتبال اسپورتینگ بازی می‌کند.

## دوران باشگاهی
سیموئس فوتبال را با آکادمی جوانان پورتیموننزه آغاز کرد و در سال ۲۰۱۸ به تیم جوانان اسپورتینگ منتقل شد. در ۱۱ فوریه ۲۰۲۱، او قرارداد جوانان خود را با اسپورتینگ امضا کرد. در ۹ فوریه ۲۰۲۳، او اولین قرارداد حرفه‌ای خود را با باشگاه امضا کرد. او در تابستان ۲۰۲۴ به اسپورتینگ بی ارتقا یافت. او به عنوان بازیکن تعویضی در پیروزی ۶–۰ جام حذفی فوتبال پرتغال مقابل آمارانته در ۲۲ نوامبر ۲۰۲۴، اولین بازی حرفه‌ای و بزرگسال خود را برای اسپورتینگ انجام داد.

## دوران ملی
وی همچنین در تیم‌های ملی فوتبال زیر ۱۵ سال پرتغال، زیر ۱۷ سال پرتغال و زیر ۱۹ سال پرتغال بازی کرده است.